# Ланьтяньский человек
Ланьтяньский человек (лат. Homo erectus lantianensis, ранее Sinanthropus lantianensis, кит. трад. 藍田人, упр. 蓝田人, пиньинь Lántián rén) — подвид Homo erectus. Открыт в 1963 году, впервые научно описан Дж. K. Ву в следующем году.
Останки ланьтяньского человека были найдены в уезде Ланьтянь в северо-западной китайской провинции Шэньси, примерно в 50 км к юго-востоку от города Сиань. Вскоре после открытия нижней челюсти (челюстной кости) первого ланьтяньского человека в Чэньцзяво, также в уезде Ланьтянь, был обнаружен череп с носовыми костями и тремя зубами из верхней челюсти другого ланьтяньского человека в Гунванлине, в другом археологическом месте в уезде Ланьтянь. Объём черепа оценивается в 780 см³, что близко к показателям его современника, яванского питекантропа. Ланьтяньский человек старше, чем хорошо известный пекинский человек (Homo erectus pekinensis).
Считается, что эти окаменелости принадлежат двум женщинам, одна из которых жила примерно 530 тысяч — 1 миллион лет назад, а вторая — раньше примерно на 400 тысяч лет. Гунванлинский человек является старейшим ископаемым прямоходящим человеком среди когда-либо найденных в Северной Азии. Учёные классифицируют ланьтяньского человека как подвид Homo erectus. Окаменелости выставлены в Музее истории Шэньси в городе Сиань, Китай. В том же пласте, что и ланьтяньский человек, были обнаружены окаменелости ископаемых животных и каменные артефакты, такие как обработанная галька и пластины. Наличие этих каменных артефактов и пепла позволяет предположить, что ланьтяньский человек уже использовал орудия труда и огонь.
У ланьтяньского человека, также как и у гоминина из Пэнху (Penghu 1, и у денисовского человека из китайской пещеры Байшия отмечено врождённое отсутствие третьего моляра.